# Balletto romantico

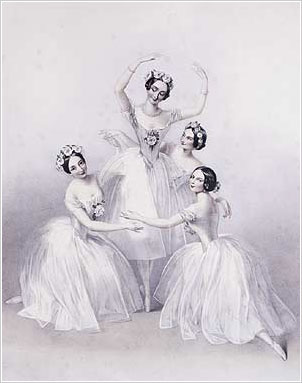
Pas de Quatre: Carlotta Grisi, Maria Taglioni, Lucile Grahn e Fanny Cerrito

Il periodo romantico nel balletto inizia intorno agli anni Trenta del XIX secolo, seguendo di poco il movimento romantico nell'arte e nella letteratura. Come in questi due movimenti, anche nel balletto romantico è presente una forte caratteristica conflittuale tra uomo e natura, tra realtà e sovrannaturale.
I balletti romantici sono generalmente suddivisi in due atti: il primo rappresentato alla luce del giorno e associato alla realtà; il secondo invece ha luogo di notte, in un mondo sovrannaturale, dove solitamente si svolge un finale tragico.
Alcuni importanti balletti romantici sono sopravvissuti fino ad oggi, seppure con qualche modifica rispetto agli originali. Tra i più celebri vi sono La Sylphide (1832) e Giselle (1841).

## Perfezionamento della ballerina
L'epoca romantica ha accentuato il ruolo della ballerina: la protagonista femminile è divenuta la componente principale e parte essenziale del balletto, portando così in secondo piano il ruolo maschile. L'epoca d'oro del balletto romantico è associata inizialmente alla famiglia Taglioni, soprattutto perché è stata proprio Maria Taglioni a manifestare la novità della danza en pointe.
La piena affermazione del balletto romantico si è avuta quando Filippo Taglioni, il padre di Maria, ha creato appositamente per lei il celebre balletto La Sylphide. Maria ne è stata la protagonista e per lei il pittore Eugène Lamy ha ideato un costume leggero e vaporoso, che sarebbe poi diventato l'emblema della ballerina romantica con il nome di tutù.
Maria è divenuta il prototipo della ballerina romantica, applaudita soprattutto per la sua enfasi sentimentale e il tecnicismo atto ad accentuare la componente emotiva. Lo stile romantico infatti è caratterizzato da movimenti dolci, braccia curve ed un'accentuata inclinazione in avanti del busto. Questo dona alla ballerina un aspetto morbido e leggero. Il movimento delle gambe diviene più elaborato, elevando il livello tecnico.
Altre celebri ballerine romantiche sono state Carlotta Grisi (la prima "Giselle"), Lucile Grahn, Fanny Cerrito e Fanny Elssler. Altri ballerini e coreografi che hanno segnato il corso del balletto romantico sono stati Jean Coralli e Jules Perrot (autori di Giselle), Joseph Mazilier, Arthur Saint-Léon e i fratelli Lucien e Marius Petipa. 

## Costumi e scene
Il costume della ballerina romantica è quindi il tutù romantico.
La sua caratteristica principale è il colore bianco, la forma a campana della gonna costituita dalla sovrapposizione di diversi strati di stoffa leggera, inizialmente di tarlatana e mussolina e in seguito di tulle. Sulla gonna, la ballerina vestiva un corsetto bianco aderente.
Nel secondo atto del balletto romantico, che inscena un mondo incantato, tutte le ballerine del corps de ballet indossano il tutù bianco, cosa che giustifica i nomi di atto bianco e di ballet-blanc.

## Importanti balletti romantici
- La Valse Infernale (1831)
- La Sylphide (c. Filippo Taglioni, 1832)
- Le Diable Boiteux (c. Jean Coralli, 1836)
- Giselle (c. Jean Coralli, Jules Perrot, 1841)
- La Vivandière (c. Arthur Saint-Léon, 1844)
- Pas de Quatre (c. Jules Perrot, 1845)
- Le Corsaire (c. Joseph Mazilier, Opéra, 23 gennaio 1856)
- Papillon (ballet) (c. Maria Taglioni, 1860)
- Coppélia (c. Arthur Saint-Léon, Opéra, 25 maggio 1870)

- Aelia et Mysis (c. Joseph Mazilier, Opéra, 21 settembre 1853)
- Annette et Lubin (c. Jean Dauberval)
- La Bacchante (c. Jules Perrot, 1º maggio 1845)
- Il Basilico (c. Arthur Saint-Léon)
- Betty (c. Joseph Mazilier, Opéra, 10 luglio 1846)
- Brézilia (c. Filippo Taglioni)
- Capsali (sc. Jean Ragaine)
- Le Carnaval de Venise (c. Louis Milon)
- La Chatte métamorphosée en femme (c. Jean Coralli, Opéra, 16 ottobre 1837)
- Le Chêne de Bénévent (c. Salvatore Viganò)
- Clari (c. Louis Milon)
- Claribella (c. Joseph Lanner)
- Cléopâtre (non rappresentato, lib. Théophile Gautier)
- Les Créatures de Prométhée (c. Salvatore Viganò)
- La Dansomanie (c. Pierre Gardel, 1800)
- Le Diable à quatre (c. Joseph Mazilier, 1845)
- Le Diable amoureux (c. Joseph Mazilier)
- Diavolina (c. Arthur Saint-Léon)
- Electra (c. Paul Taglioni)
- Gli Elementi (c. Arthur Saint-Léon)
- il lago dei cigni